# Pietro Corea
Pietro Corea (Albi, ... – Catanzaro, 1865) è stato un brigante italiano.
Famigerato eroe della rivolta dei cafoni calabresi, fu catturato verso la fine del 1865.

## Biografia
In Calabria, a ridosso dell'unità d'Italia, la fama di Corea e della sua banda, nonché delle "gesta" che il bandito compiva, sempre accompagnato dalla bella amante Rosaria Mancuso, si diffusero rapidamente.
L'imprendibile primula rossa della rivolta dei cafoni, favorito dalla natura selvaggia della regione,  sembrava inafferrabile, finché, dopo lunghe indagini, la banda fu scovata a Gagliano - periferia di Catanzaro - dove si nascondeva in un rifugio segreto. Secondo il giornale cosentino "Il Crati" del 10 novembre 1866 (pag. 2), Pietro Corea era "lordo di 109 omicidii".
Insieme al capo banda caddero nella rete dei carabinieri i briganti Antonio Trapasso, Pasquale Dardano nonché, ultima a uscire vestita da uomo, Rosaria. Strettamente legati, i quattro vennero tradotti in cella. 
Il carabiniere Bonetto ebbe una medaglia d'argento alla memoria.
Corea fu decapitato a Catanzaro tramite ghigliottina.
La ghigliottina è oggi esposta al museo provinciale di Catanzaro. http://www.cybermidi.net/liceosiciliani/bacheca/catanzaro.htm